# Coiresa
Coiresa är en obebodd ö i Sound of Jura, Argyll and Bute, Skottland. Ön är belägen 9 km från Kilmartin.